# Панталасса

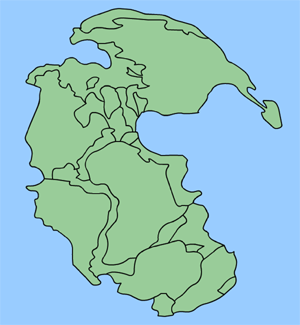
Пангея в оточенні Панталасси

Панталасса (від дав.-гр. παν — «весь» і Θάλασσα — «море») — гіпотетичний океан, що оточував починаючи з силурійського періоду палеозою і аж до мезозою суперконтинент Пангею і покривав близько половини земної кулі.
Величезна затока, що називалась морем Тетіс, вдавалася в суперконтинент між майбутніми Євразією та Австралією. Океан Панталасса безперервно розширювався, літосферні плити, що оточували його, розсувалися в сторони; причиною цього руху був спрединг (розповсюдження) океанічної кори, що безперервно утворювалася в серединно-океанічному хребті.